# Louis de Ridder
Louis de Ridder (9. června 1902 – 5. května 1981) byl belgický zimní sportovec působící ve 20. a 30. letech 20. století. Soutěžil na dvou olympijských hrách ve třech sportech: ledním hokeji, bobech a rychlobruslení. Jeho nejlepším olympijským umístěním bylo páté místo ve čtyřbobu na olympiádě Garmisch-Partenkirchenu v roce 1936.
V letech 1924 a 1936 byl jako obránce členem belgického hokejového týmu, který skončil jednou osmý a jednou třináctý.